# Kinderbijbel
Een kinderbijbel is een vereenvoudigde versie van de normale Bijbel. Het is normaal gesproken een voorleesbijbel voor ouders die hun kinderen over de verhalen in de Bijbel willen vertellen en hen iets willen meegeven waar ze in de toekomst wat aan hebben.
In een kinderbijbel staan meestal veel afbeeldingen van personen en gebeurtenissen. De grondtekst wordt niet letterlijk gevolgd, er wordt vaak veel rondom de beperkte gegevens in de grondtekst gefantaseerd, zodat een kinderbijbel enige kenmerken heeft van een historische roman en de tekst gemakkelijker leesbaar is. Hier en daar is wat humor toegevoegd.

## Nederland en België
Nederland en België kennen veel variaties in kinderbijbels. De kinderbijbel is speciaal gericht op bepaalde leeftijden, zo zijn er kinderbijbels voor 0 tot 4 jaar met op elke bladzijde een plaatje met daaronder 1 à 2 regels tekst. Voor kinderen van 4 tot 7 is er al iets meer tekst, en voor oudere kinderen zijn er bijbels in eenvoudig Nederlands, die het uiterlijk van een "gewone" bijbel benaderen.
Zeer bekend is het Kleutervertelboek door Anne de Vries, dat in veel talen is vertaald. Joanne Klink bewerkte de Bijbel voor kinderen in een deel Oude Testament en een deel Nieuwe Testament (1959 en 1961). In de jaren 1970 verscheen de kinderbijbel Woord voor Woord van Karel Eykman, bedoeld voor de IKON-kindertelevisie.